# Gigantidas
Gigantidas ist eine Gattung von „Tiefsee-Miesmuscheln“ aus der Familie der Miesmuscheln (Mytilidae). Es handelt sich um sehr große Muscheln (bis über 30 cm Länge), die in Symbiose mit Methan-Bakterien in den Kiemen leben.

## Merkmale
Die Gehäuse der Gattung werden sehr groß (10 bis 32 cm Adultgröße) und sehr schlank (Höhen-Längen-Index 0,17 bis 0,23). Die Wirbel sitzen ungefähr bei 10 bis 20 % der Gesamtlänge (vom Vorderende entfernt). Juvenile Exemplare (bis etwa 5 mm) haben ein zu steifen Haaren oder Borsten ausgezogenes Periostracum. Die Tiere besitzen, sehr lange, fleischige Kiemen. Die inneren Mantelfalten sind komplett voneinander getrennt. Sie enden vor dem vorderen Schließmuskel. Die Siphonen besitzen keine Verschlussklappenmembran. Der Fuß ist sehr klein. 
Der Prodissoconch I misst 83 bis 100 µm, der Prodissoconch II 430 µm. 

## Geographische Verbreitung und Lebensweise
Die Arten der Gattung sind bisher von Neuseeland (Rezent und fossil) und von den japanischen Ogasawara-Inseln (1000 km südwestlich der Hauptinsel Honshū). Sie leben an warmen Quellen, die Methan enthalten am Meeresboden, oder halb oder ganz eingegraben im sandigen oder schlickigen Meeresboden in bis zu 1200 m Wassertiefe. Sie leben in Symbiose mit Methan-Bakterien in den Kiemen. Die Maße des Protoconchs deuten auf eine planktotrophe Entwicklung hin.

## Taxonomie
Das Taxon Gigantidas wurde 2003 von Rudo von Cosel und Bruce Marshall aufgestellt. Es wird vom World Register of Marine Species als gültige Gattung gelistet.
- Gigantidas von Cosel & Marshall, 2003
  - †Gigantidas coseli Saether, Little, Campbell, Marshall, Collins & Alfaro, 2010 (Miozän)
  - Gigantidas gladius von Cosel & Marshall, 2003
  - Gigantidas horikoshii Hashimoto & Yamane, 2005
  - Gigantidas tangaroa (Cosel & B. A. Marshall, 2003)
    - Gigantidas tangaroa tangaroa (Cosel & Marshall, 2003)
    - Gigantidas tangaroa tuerkayi (Cosel & Janssen, 2008)

## Belege